# Miltinus cardinalis
Miltinus cardinalis is een vliegensoort uit de familie Mydidae. De wetenschappelijke naam van de soort is voor het eerst geldig gepubliceerd in 1868 door Gerstaecker.
De soort komt voor in Australië.